# Pallottolino ambasciatore
Pallottolino ambasciatore (Bout-de-Zan et le Mannequin) è un cortometraggio muto del 1913 diretto da Louis Feuillade.

## Produzione
Il film fu prodotto dalla Société des Etablissements L. Gaumont.

## Distribuzione
Distribuito dalla Société des Etablissements L. Gaumont, uscì nelle sale cinematografiche francesi nell'ottobre 1913.